# NeuroCure
NeuroCure ist ein Exzellenzcluster an der Charité - Universitätsmedizin Berlin mit dem Forschungsschwerpunkt Neurowissenschaften.
Der Cluster wird durch Bund und Länder gefördert – zunächst durch die Exzellenzinitiative (2007–2018) und seither im Rahmen der Exzellenzstrategie (2019–2025). Die Erforschung von neurologischen sowie psychiatrischen Krankheitsmechanismen und die Übertragung grundlagenwissenschaftlicher Erkenntnisse in klinisches Handeln, kurz Translation, stehen im Zentrum des Exzellenzclusters.

## Ziele
Ziel des interdisziplinären Forschungsverbundes ist ein besseres Verständnis der neurologischen und psychiatrischen Krankheitsmechanismen sowie die Entwicklung neuer Therapien und diagnostischer Verfahren. Im Zentrum der Aktivitäten steht die Vernetzung der Wissenschaftler und ihrer Forschungsaktivitäten. Darüber hinaus wurden viele neue Forschungsgruppen etabliert und verschiedene technologische Plattformen aufgebaut.

## Forschung
In der aktuellen Förderphase bringt der Cluster 24 exzellente Wissenschaftler, aus Klinik und Grundlagenforschung, zusammen. Durch die interdisziplinäre Zusammenarbeit haben die Forschenden das Potenzial, die Grundlagenforschung und die translationale Neurowissenschaft voranzubringen.
Inhaltlich fokussiert sich der Cluster auf Forschungsprojekte in allen Lebensphasen, von der frühen Entwicklung bis ins hohe Alter.
Dabei konzentrieren sich die Forscher nicht auf eine bestimmte Hirnerkrankung, sondern versuchen überlappende Mechanismen aufzuklären, die bei verschiedenen neurologischen und psychiatrischen Erkrankungen auftreten können.
Die Untersuchungsansätze reichen von molekularen Methoden über bildgebende Verfahren bis zu verhaltensbiologischen und neuropsychologischen Untersuchungen. Dabei stehen Entwicklungsstörungen, aber auch Erkrankungen wie Parkinson, Multiple Sklerose, Demenz und Epilepsie sowie verschiedene psychiatrische Krankheitsbilder wie Schizophrenie, Sucht und Depression im Vordergrund.

## Strategien

### Ausbau des neurowissenschaftlichen Standorts Berlin
In Zusammenarbeit mit der Charité bauen die am Exzellenzcluster NeuroCure beteiligten Partnerinstitutionen den gut etablierten neurowissenschaftlichen Standort, sowohl durch stärkere Vernetzung der laufenden Forschungsaktivitäten, als auch durch die Etablierung neuer Professuren und Nachwuchsgruppen weiter aus. Beteiligte Partner sind: die Humboldt-Universität zu Berlin und die Freie Universität Berlin sowie die außeruniversitären Forschungseinrichtungen Max-Delbrück-Centrum für Molekulare Medizin (MDC), Leibniz-Forschungsinstitut für Molekulare Pharmakologie (FMP), Max-Planck-Forschungsstelle für die Wissenschaft der Pathogene (MPUSP) und dem Deutschen Zentrum für Neurodegenerative Erkrankungen (DZNE).

### Ausbau der Forschungsinfrastruktur
Mit der Unterstützung von NeuroCure wurden Ressourcen in zentralen Einrichtungen gebündelt und ausgebaut, um eine hohe Verfügbarkeit technischer Innovationen und Professionalisierung von Dienstleistungen zu ermöglichen. So wurde ein attraktives Umfeld für Spitzenforschung geschaffen. Die gegründeten zentralen Einrichtungen stehen allen Neurowissenschaftlern am Standort zur Verfügung und unterstützen die Forschung mit modernen Geräten und methodischer Expertise.

### Nachwuchsförderung
Die Ausbildung und Förderung des wissenschaftlichen Nachwuchses ist ein zentrales Anliegen von NeuroCure. Der Cluster unterstützt Nachwuchswissenschaftler auf verschiedenen Karrierestufen mit passenden Ausbildungsprogrammen, Kursangeboten, Seminarreihen und Netzwerkplattformen.

### Gleichstellung
Die Förderung von Chancengleichheit und Vielfalt für Forschende gehört zu den erklärten Zielen von NeuroCure. Insbesondere liegt es im Interesse des Clusters, den Frauenanteil in höheren akademischen Positionen mit Maßnahmen zu fördern. Dafür werden z. B. Wissenschaftlerinnen verstärkt rekrutiert, unterstützt und deren Sichtbarkeit erhöht.
Auch Diskriminierung ist ein Thema, dem sich der Cluster widmet. Diskriminierung kann auf mehreren Ebenen auftreten, z. B. aufgrund von Geschlecht, sexueller Orientierung, Rasse/Ethnizität, Religion, sozioökonomischem Hintergrund, Behinderung und Alter.
Der Cluster strebt an, das Bewusstsein für Unconscious Bias zu fördern, Benachteiligungen in der Forschung abzubauen und ein inklusives Umfeld zu schaffen, in dem Forschende aller Hintergründe und Geschlechteridentitäten ihre Ziele erreichen und ihre Potentiale ausschöpfen können.

### Innovationsförderung
Durch die Anschubfinanzierung hochinnovativer Projekte, klinischer Studien und Tandemprojekte zwischen experimentellen und klinischen Forschenden ist es NeuroCure möglich, flexibel und schnell auf neue Trends in den Neurowissenschaften zu reagieren. Die Mittelvergabe erfolgt effizient und transparent auf Grundlage interner Vergabeverfahren.

## Strukturen und Programme zur Förderung der Translation wissenschaftlicher Erkenntnis in die klinische Anwendung (Translationale Module)

### Klinisches Forschungszentrum - Erkenntnisse aus der Forschung für Patient umgesetzt
Das NCRC – Neuroscience Clinical Research Center wurde im Juli 2008 als klinisches Forschungszentrum von NeuroCure innerhalb der Charité – Universitätsmedizin Berlin eingerichtet. Es schafft die strukturellen Voraussetzungen zur effizienten Durchführung von klinischen Studien und bildet das Herzstück des Clusters.
Allen neurowissenschaftlichen Forschenden stehen im NCRC unterstützende Serviceangebote bei der Planung und Durchführung von eigenen (durch Forscher initiierte) Studien - sogenannten Investigator-Initiated Trials IITs - sowie Studien in Kooperation mit der Industrie zur Verfügung.
Neu gewonnene Erkenntnisse aus der neurowissenschaftlichen Grundlagenforschung – etwa zu Schlaganfall, Multiple Sklerose, Demenz, Epilepsie oder psychiatrischen Krankheitsbildern – können hier in klinischen Studien überprüft und anschließend in Diagnostik und Therapie umgesetzt werden. Über eine Studienteilnahme haben Patienten direkt Zugang zu den neuen Diagnose- und Therapiemethoden.
In der aktuellen Förderhase wurde das NCRC durch das NCRC-BrainLab-Modul erweitert. In enger Zusammenarbeit mit weiteren klinischen Bereichen wie z. B. der Rettungsstelle, der Neurochirurgie oder der Intensivstation werden zukünftig auch Behandlungswege insbesondere für akute und hyperakute Erkrankungen entwickelt.
Das NCRC ist seit Juli 2014 als klinisches Forschungszentrum mit Site Management Organisation und Proben-/Biomarker-Management für die Konzeption, Durchführung und Administration neurologischer und psychiatrischer Studien nach DIN ISO 9001 zertifiziert.
Derzeit baut das NCRC gemeinsam mit den neurologischen und psychiatrischen Einheiten der Clinical Research Unit des Berliner Instituts für Gesundheitsforschung (BIH) eine Neuroscience Clinical Research Unit (Neuroscience-CRU) auf.

### SPARK-Modul
In Zusammenarbeit mit dem SPARK-BIH-Programm wurde mit Beginn der 3. Förderphase im Cluster ein SPARK-Modul etabliert. Ein SPARK-Koordinator berät und unterstützt NeuroCure-Wissenschaftler bei Projekten mit Potenzial für klinisch relevante neurowissenschaftliche Therapien, Diagnosen und Geräte. Ziel des Moduls ist es, die Übertragung von Forschungsergebnissen in die Anwendung, sowie die Entwicklung von Diagnoseverfahren, Medizinprodukten und neuen Wirkstoffen voranzutreiben. Ausgewählte Projekte werden im Rahmen von Ausschreibungen identifiziert und gefördert.

### Value and Open Science (VOS) - Modul
Mit dem seit 2019 eingerichteten VOS-Modul möchte der Cluster NeuroCure-Wissenschaftler beim Forschungsdatenmanagement unterstützen und das Konzept von Open Science fördern. Diese Maßnahme dient dazu, die Qualität und damit den Nutzen der biomedizinischen Forschung zu erhöhen.
Durch Beratungen und Schulungen erfahren die Wissenschaftler, wie sie Transparenz und Standfestigkeit ihrer Ergebnisse aus der Grundlagen- und klinischen Forschung erhöhen können. Die Etablierung des VOS-Moduls findet in enger Zusammenarbeit mit dem QUEST Center for Responsible Research statt.